# Tawau
Tawau – miasto w Malezji, w stanie Sabah. Według danych szacunkowych na 2007 r. liczy 349 962 mieszkańców. Ośrodek przemysłowy.